# William Beebe
Charles William Beebe (29. července 1877 – 4. června 1962) byl americký přírodovědec, ornitolog, mořský biolog, entomolog, průzkumník a spisovatel. Proslavil se svými četnými expedicemi, které vedl pro New York Zoological Society (jako byla mise Arcturus), stejně jako hloubkovými ponory v batysféře a četnými vědeckými monografiemi i populárně-naučnými texty.
Beebe se narodil v Brooklynu ve státě New York a vyrostl v East Orange ve státě New Jersey. Před ukončením studií opustil univerzitu, aby mohl pracovat v tehdy čerstvě otevřené zoologické zahradě (dnešní Bronx Zoo), kde se staral o ptactvo. V zoo si rychle vysloužil uznání za svou snahu vytvořit místním ptákům přirozené podmínky a pod vedením této organizace se také zúčastnil mnohých vědeckých expedic, včetně cesty kolem světa za účelem dokumentace světových bažantů. Na těchto cestách Beebe získal podklady pro své odborné i popularizační práce, včetně čtyřsvazkové A Monograph of the Pheasants (Monografie bažantů) z let 1918 až 1922. Jako uznání za tyto počiny mu Tufts University a Colgate University udělily čestný doktorát.
Během expedic Beebe zároveň čím dál tím více propadal mořské biologii, až nakonec ve 30. letech 20. století podnikl pionýrské ponory v batysféře v okolí Bermud, které absolvoval spolu s jejím vynálezcem Otisem Bartonem. Stal se prvním biologem, jenž spatřil hlubinné živočichy v jejich přirozeném prostředí a několikrát posunul vlastní rekord pro nejhlubší ponor. Poslední rekord držel 15 let. Poté, co Beebe ukončil průzkum oceánu, vrátil se do tropů, kde studoval zejména chování hmyzu. V roce 1949 založil tropickou výzkumnou stanici Simla na území dnešního Trinidadu a Tobaga, která nadále zůstává v provozu. V Simle Beebe pracoval až roku 1962, kdy zemřel na zápal plic ve věku 84 let.
William Beebe je považován za jednoho ze zakladatelů ekologie a také za jednoho z hlavních bojovníků za ochranu přírody z počátku 20. století. Pozornost poutají i některé jeho myšlenky týkající se evoluce ptáků, jimiž předběhl svou dobu. Zajímavá je jeho hypotéza z roku 1915, podle níž evoluce létajících ptáků zahrnovala čtyřkřídlé neboli „tetrapteryxové“ formy, což podpořil objev opeřeného dinosaura Microraptor gui z roku 2003.